# Kingston (Idaho)
Pour les articles homonymes, voir Kingston.
Kingston est une localité dans le comté de Shoshone dans l'Idaho, aux États-Unis. La localité est située à environ 4 km de Pinehurst.
Il existe à Kingston un label de musique Starr du nom du chanteur de rockabilly Andy Starr (1932-2003) qui avait son lieu de résidence à cet endroit.